# 962
Évszázadok: 9. század – 10. század – 11. század
Évtizedek: 910-es évek – 920-as évek – 930-as évek – 940-es évek – 950-es évek – 960-as évek – 970-es évek – 980-as évek – 990-es évek – 1000-es évek – 1010-es évek
Évek: 957 – 958 – 959 – 960 –  961 – 962 – 963 – 964 – 965 – 966 – 967

## Események

### Bizánci Birodalom
- Niképhorosz Phókasz még előző év végén felvonultatott seregével betör Kilikiába és februárban elfoglalja Anazarboszt. Tavasszal módszeresen elkezdi elfoglalni az Aleppói Emirátus határerődjeit, míg Szajf al-Daula emír válaszul fosztogató portyákra indul a bizánci területre. Novemberben Niképhorosz és unokaöccse, Ióannész Tzimiszkész megtámadja Aleppót és decemberben - a citadella kivételével - elfoglalják a várost. Aleppót teljesen kifosztják, elhurcolják 10 ezer lakosát és elviszik az emír kincstárát.

### Európa
- Ottó német király - miután az előző év karácsonyát Paviában ünnepelte - januárban bevonul Rómába, ahol XII. János pápa február 2-án császárrá koronázza. Ottó egyesíti a Keleti Frank Királyságot és az Itáliai Királyságot, megalapítva a Német-római Birodalmat.
- Ottó rendezi a pápa helyzetét. Az egyházfő az utóbbi évtizedekben a dél-itáliai hercegek bábájává vált (maga XII. János is a spoletói herceg fia volt, akit 19 évesen szenteltek pápává) és elvesztette jóformán minden politikai befolyását. Ottó a Diploma Ottonianummal megerősíti az egyházfőnek adott korábbi területi adományokat (a Pippini adományt), garantálja állama függetlenségét, cserébe viszont feleleveníti a régi frank császárok megerősítési jogát az újonnan megválasztott pápa személyét illetően.
- A császár ezt követően még februárban északra vonul, hogy befejezze II. Berengár volt itáliai király elleni háborúját. XII. János túlzottnak tartja Ottó hatalmát Itáliában és követeket küld Berengár fiához, Adalberthez, a magyarokhoz és a bizánciakhoz egy Ottó-ellenes szövetség létrehozására. Követeit azonban a németek elfogják.
- Az I. Richárd normandiai herceg és Lothár frank király közti belháború során leég Chartres, beleértve a város katedrálisát.
- Indulf skót király elesik a vikingek ellen vívott csatában. Utóda unokaöccse, Dub.
- A szicíliai fátimida kormányzó elfoglalja Taorminát, az egyik utolsó, még bizánci kézen lévő erődöt a szigeten.

### Ázsia
- Alptegin török zsoldos elfoglalja a perzsiai Gazna városát és megalapítja a Gaznavida dinasztiát.

## Születések
- Guillaume de Volpiano, bencés apát, egyházi reformer
- II. Eduárd, angol király
- Clunyi Odilo, francia apát
- Rognyeda, Vlagyimir kijevi nagyfejedelem felesége

## Halálozások
- III. Balduin, flandriai gróf
- Indulf, skót király
- IV. Ordoño, leóni király
- Tung Jüan, kínai festő

## Fordítás
- Ez a szócikk részben vagy egészben  a(z)   962 című angol Wikipédia-szócikk ezen változatának fordításán alapul.  Az eredeti cikk szerkesztőit annak laptörténete sorolja fel. Ez a jelzés csupán a megfogalmazás eredetét és a szerzői jogokat jelzi, nem szolgál a cikkben szereplő információk forrásmegjelöléseként.